# 宮川大好
宮川 大好（みやがわ だいすき、1976年6月15日 - ）は、日本のものまねタレント、お笑いタレント、地方創生をメインとしたTV番組「NONSTYLE井上のバズらせJAPAN」のプロデューサーでもある。
大阪府高槻市出身。宮川大輔のそっくりさんでもあり、ものまね芸人でもある。SNS等ではパッチモン名義も用いている。

## 略歴
2014年5月よりものまねを始めようと決め、東京都の立川駅にてストリートパフォーマンスを始める。 するやいなや、本人（宮川大輔）と見間違える人が続出し立川市近郊でそっくりな人がいると有名になる。 
2014年6月15日に東京都羽村市で行われた、ものまねタレントホリの15周年記念ライブにて前座をすることとなり、人生で初めてのステージに立ち、芸能界デビューを果たす。
ストリートパフォーマンスの最中に本人（宮川大輔）に似ていると噂になり、twitterなどのSNSに投稿され、一時期「宮川大輔立川」というワードがホットワードに入り、多摩地区近郊においては、若者を中心に知名度を上げ、デビューしてから約1か月で宮川大輔本人との共演を果たす。それからは宮川大輔の人気を背景に数々のテレビ番組出演をすることになり、現在では埼玉県飯能市公認で飯能町おこし芸人という立場で色々な町おこし活動を行っている。
2015年7月よりYouTubeにて宮川大好チャンネルを開局、定期的に動画をアップしている。
2017年4月にものまね芸人を引退してテレビの企画などの裏方に専念。
2021年2月に『櫻井・有吉のTHE夜会』にてパッチモンという名前でタレント活動復帰。
2021年3月より「Michael Jacktonのテレフォーショッキンフォー」を北陸放送（TBS系列）にて放送開始。
2021年6月より「ホリBuzzTv」を全国から10局ネットにて放送開始。
2021年12月より「NONSTYLE井上のバズらせJAPAN」を全国24局ネットにて放送開始。
2021年12月より全国の地方創生をするインフルエンサー集団「全国応援バズらせ隊TV」という集団を作りインフルエンサー×TVというテレビ番組を全国に作り地方創生をしている。

## エピソード
- どんな時でも宮川大輔になりきれる様に、毎朝目覚まし時計のアラームが鳴った際、「アカーン！」と言ってアラームを止める訓練をしている。ある時、新幹線乗車中にうたた寝し、寝ぼけて「アカーン！」と叫んでしまい、周りの人から注目を集めたという[4]。
- 商店街でどれだけご本人と間違われるか？と言う番組企画で、商店街に立ったところ人だかりができてしまうほどに間違われてしまう。その後、南海キャンディーズ山里がメガネを取り商店街に立ったところ、まったく気づかれない事態になった[5]。
- 埼玉県某市の市長後援会の懇談会にゲスト出演したところ、翌日の新聞紙面に「宮川大輔さんもサプライズ登場」と掲載されてしまった[6]。
- 2014年に宮川大好としてモノマネ芸人をデビューをし2017年から2019年まで全国245都市の繁華街にてツアーを行い10万人を動員した。
- 2021年からTV制作を始め1年でテレビ番組を5本手掛け、「NONSTYLE井上のバズらせJAPAN」については全国28局ネットまで成長をさせた。
- 高校は大阪学院大学高等学校に在学[7]。

## 出演

### 2014年
- 笑神様は突然に…（日本テレビ、8月15日、10月5日）
- 日テレプッシュ（日本テレビ、10月10日）
- WADAIの王国（TBSテレビ、10月17日、11月13日）
- 土曜特番「〜本命・対抗・大穴〜芸能界三つ巴バトル」（日本テレビ、10月18日）
- スクール革命!（日本テレビ、12月14日）

### 2015年
- 笑神様は突然に…（日本テレビ、1月16日）
- WADAIの王国（TBSテレビ、3月27日）
- コノ指トマレ（日本テレビ、4月19日）
- ナニコレ珍百景（テレビ朝日、7月15日）
- ネプ＆ローラの爆笑まとめ！2015（TBSテレビ、11月28日）

### 2016年
- ダウンタウンなう（フジテレビ、3月11日）
- ものまねグランプリ（日本テレビ、4月）
- 水曜日のダウンタウン（TBSテレビ、5月）
- 関ジャニ∞クロニクル（フジテレビ、7月）
- 世界の怖い夜!（TBSテレビ、8月3日）
- 水曜日のダウソタウソ（TBSテレビ、9月21日）

### 2017年
- ウンナン極限ネタバトル! ザ・イロモネア正月SP 笑わせたら100万円（TBSテレビ、1月2日）
- 朝生ワイド す・またん＆ZIP!（読売テレビ、1月5日）